# Neoterpes kunzei
Neoterpes kunzei är en fjärilsart som beskrevs av George Duryea Hulst 1898. Neoterpes kunzei ingår i släktet Neoterpes och familjen mätare. Inga underarter finns listade i Catalogue of Life.